# Uňatín
Uňatín – wieś (obec) na Słowacji położona w kraju bańskobystrzyckim, w powiecie Krupina. Pierwsze wzmianki o miejscowości pochodzą z roku 1311.
Według danych z dnia 31 grudnia 2012, wieś zamieszkiwało 188 osób, w tym 90 kobiet i 98 mężczyzn.
W 2001 roku pod względem narodowości i przynależności etnicznej 98,45% mieszkańców stanowili Słowacy, a 1,03% Czesi.
Ze względu na wyznawaną religię struktura mieszkańców kształtowała się w 2001 roku następująco:
- Katolicy rzymscy – 98,45%
- Ewangelicy – 1,03%
- Ateiści – 0,52%